# Lazarus Chakwera
Lazarus McCarthy Chakwera (* 5. dubna 1955 Lilongwe) je malawiský politik a náboženský kazatel. Od roku 2020 zastává úřad prezidenta republiky.
Pochází z rodiny učitele a drobného zemědělce. Narodil se po smrti dvou bratrů, dostal proto jméno podle biblického Lazara. Vystudoval filosofii na University of Malawi a teologii na University of Limpopo v JAR a Trinity International University v USA. V letech 1989 až 2013 vedl náboženské sdružení Assemblies of God, které patří k letničnímu hnutí.
Vstoupil do politiky jako člen Malawiské kongresové strany. V roce 2014 se stal lídrem parlamentní opozice a zúčastnil se prezidentských voleb, kde skončil se ziskem 27,8 % hlasů druhý za Peterem Mutharikou. Ve volbách v květnu 2019 získal 35,4 % hlasů a opět prohrál s Mutharikou, opozice však označila volby za neregulérní a dosáhla toho, že ústavní soud výsledky anuloval. Opakované volby se konaly 23. června 2020 a Chakwera v nich zvítězil s 59,3 % hlasů. Inaugurován byl 28. června. Stal se také ministrem obrany. Od srpna 2021 je předsedou Jihoafrického rozvojového společenství.
Po Chakwerově nástupu do funkce přesunulo Malawi své velvyslanectví v Izraeli do Jeruzaléma. Nový prezident také slíbil boj proti korupci, zlepšení kontroly moci, tvorbu nových pracovních míst a rozsáhlé investice do infrastruktury. African Leadership Magazine mu udělil cenu pro Afričana roku 2021, musel však také čelit obviněním z nepotismu.
S manželkou Monicou mají syna a tři dcery.